# Azizon Abdul Kadir
Azizon bin Abdul Kadir (Ipoh, 10 giugno 1980) è un calciatore malese, portiere del Perlis.

## Carriera

### Club
Comincia a giocare al Melaka. Nel 2005 si trasferisce al Negeri Sembilan. Nel 2007 viene prestato al Sarawak. Nel 2009 passa al Kuala Muda Naza. Nel 2010 viene acquistato dal Sabah. Nel 2013 passa al Kuala Lumpur. Nel 2014 si trasferisce al Polis DRM. Nel 2015 si accasa al Perak. Nel 2016 viene acquistato dal Perlis.

### Nazionale
Ha debuttato in Nazionale nel 2004. Ha partecipato, con la Nazionale, alla Coppa d'Asia 2007. Ha collezionato in totale, con la maglia della Nazionale, 11 presenze.